# Прогресул (Бричани)
«Прогресул» (рум. Fotbal Club Progresul Briceni) — молдовський футбольний клуб із міста Бричани, заснований 1992 році, під назвою «Вілія». Виступав у національному дивізіоні Молдови. Домашні матчі проводив на «Міському стадіоні» міста Бричани, який вміщає 2 500 глядачів. У 1996 році команда була розформована.

## Історія клубу
У сезоні 1992/93 «Вілія» посіла перше місце в молдавському Дивізіоні «A». Наступні три сезони «Прогресул» провів в Національному дивізіоні, але вище 12 місця клубу зайняти не вдавалося.

### Попередні назви
- 1992—1994: «Вілія»
- 1994—1996: «Прогресул»

## Досягнення
Кубок Молдови
- Чвертьфіналіст: 1992/93

Дивізіон «A»
- Переможець: 1992/93